# Ніколас Бобаділья

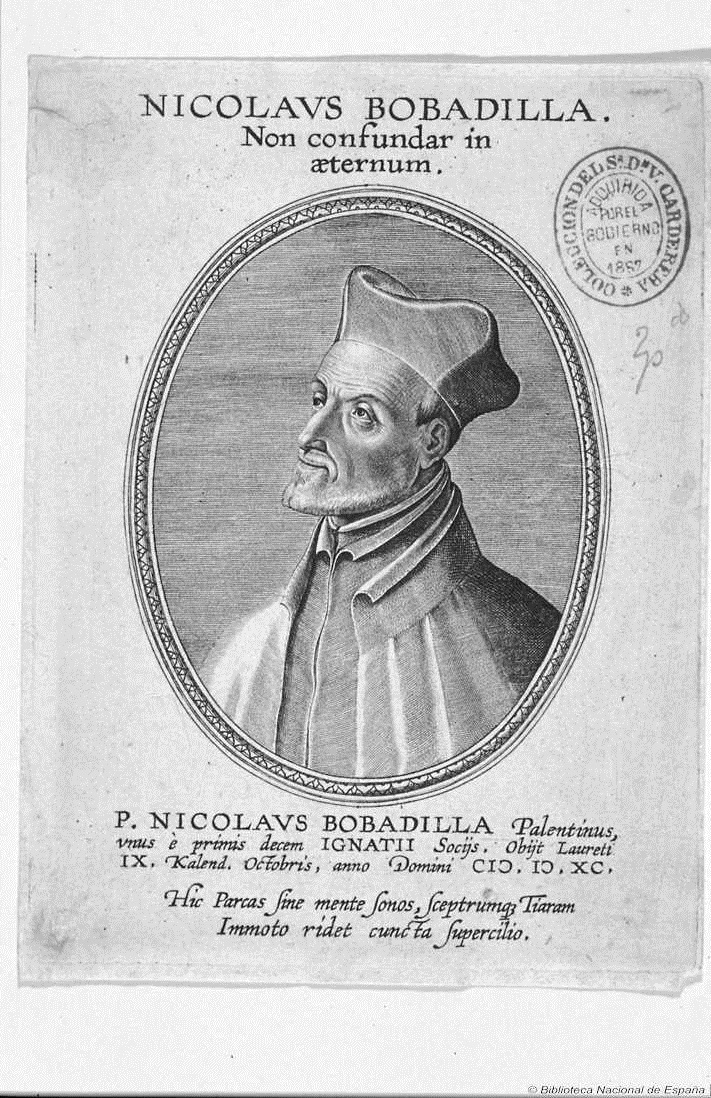
Ніколас (Ніколаус) Бобаділла

Ніколас Бобаділья (ісп. Nicolás Bobadilla; лат. Nicolaus Bobadilla; 1511, Валенсія — 23 вересня 1590, Лорето) — іспанський католицький діяч Контрреформації, співзасновник Ордену Єзуїтів, був соратником Ігнатія Лойоли.

## Біографія

### Походження та кар'єра
Народився в сім'ї заможних шляхтичів в Валенсії. Він отримав хорошу освіту, характерну для багатих та шляхетних родин того часу, і мав можливість навчатися в університетах. Спочатку він здобув освіту в Іспанії, а потім продовжив навчання за кордоном, зокрема в Парижі, де вивчав право, грецьку та латину в Паризькому університеті (близько 1530 року).

### Участь у заснуванніТовариства Ісуса(1534)
Перебуваючи в Парижі він познайомився з Ігнатієм Лойолою, приєднався до його планів і був серед перших шести послідовників святого, які посвятили себе Богові в Товаристві Ісуса в Монмартрі 15 серпня 1534 року. Після цього кар'єра Бобадільї була дуже активною, як найревнішого працівника у справі католицької віри. За наказом суверенного понтифіка Павла III Бобаділья взяв помітну участь у сеймах у Нюрнбурзі 1543 р. та Шпаєрі 1543 р., а також у Регенсбургу 1546 р. Незабаром після цього стався інцидент, який змусив його залишити Німеччину. У 1548 році імператор Карл V опублікував «Інтерім» Аугсбурга. Це був попередній документ, який мав запропонувати основу угоди між католиками та протестантами, поки їхні релігійні розбіжності не будуть остаточно врегульовані. Але оскільки в очах багатьох католиків це здавалося зайти надто далеко, а в очах багатьох протестантів — недостатньо, це не задовольнило жодну сторону. Бобаділья виступив проти цього у своїй промові та письмовій формі, і так рішуче, що, незважаючи на те, що він мав високу повагу в імператорському дворі, він був змушений, за наказом імператора, піти з Німеччини. Він був найпопулярнішим проповідником, про що свідчить той факт, що він виголошував проповіді в сімдесяти семи архієпископствах і єпископствах Італії, Німеччини та Далмації.